# Philippe Thys

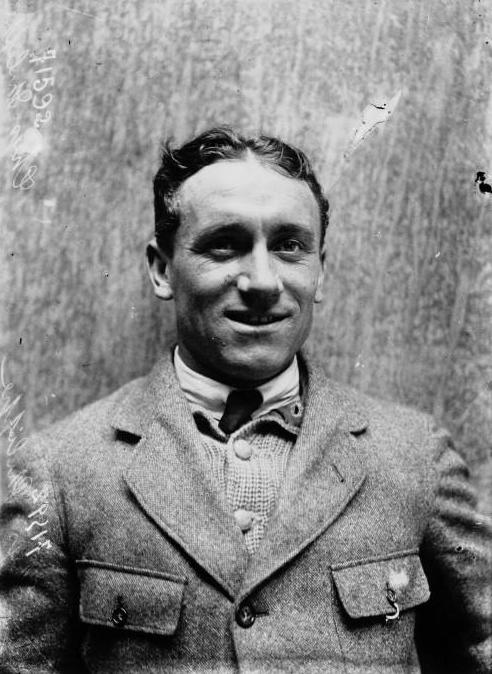
Philippe Thys (1919)

Philippe Thys (* 8. Oktober 1889 in Anderlecht; † 16. Januar 1971 in Brüssel) war ein belgischer Radrennfahrer, dem es als erstem gelang, dreimal die Tour de France zu gewinnen.
Thys wechselte im Alter von 16 Jahren von der Leichtathletik zum Radsport. 1906 wurde er Amateur und feierte in dem Eintagesrennen Brüssel–Mechelen–Louvain seinen ersten Sieg. 
Zu seinen Tour-Siegen 1913, 1914 und 1920 wären sicherlich noch einige hinzugekommen, wenn ihm der Erste Weltkrieg nicht „die besten Jahre geraubt hätte“ (Zitat des Tour-Chefs Henri Desgrange bei der Siegerehrung 1920).
Mit 22 Jahren und 9 Monaten bei seinem ersten Triumph 1913 ist Thys bis heute einer der jüngsten Sieger in der Geschichte der Tour de France. Im Ersten Weltkrieg diente er bei der französischen Luftwaffe, konnte jedoch aufgrund von zahlreichen Sondergenehmigungen weiterhin trainieren. 1910 gewann er die erste nationale Meisterschaft im Querfeldeinrennen.
Nachdem Thys 1927 seine Radsport-Laufbahn beendet hatte, entdeckte er mit dem Bogenschießen einen neuen Sport für sich. Er wurde zudem Präsident der „Brüsseler Bogenschützengesellschaft“.